# Will Smith

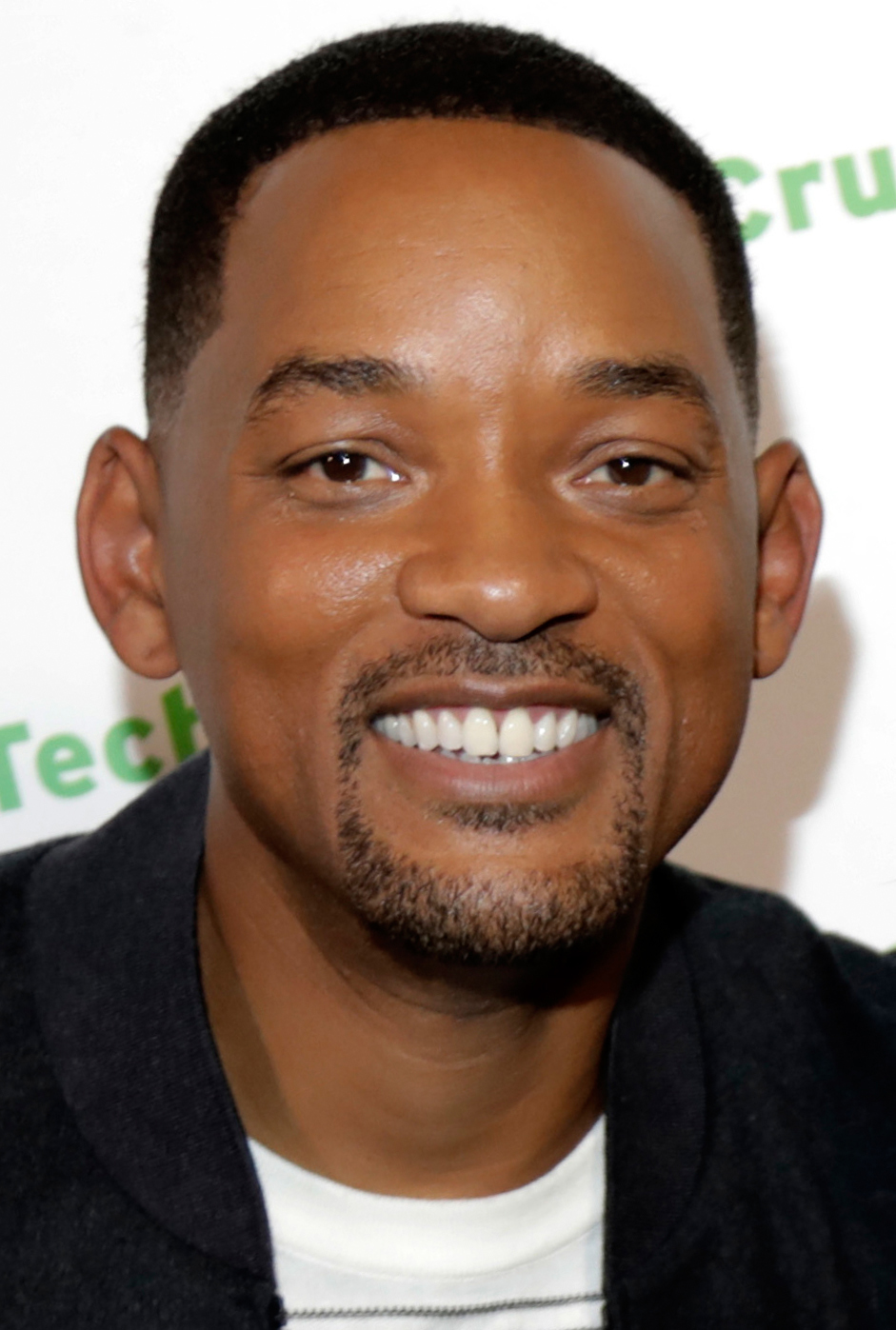
Will Smith (2019)

Willard Carroll „Will“ Smith Jr. [smɪθ] (* 25. September 1968 in Philadelphia, Pennsylvania) ist ein US-amerikanischer Schauspieler, Filmproduzent und Rapper. In den späten 1980er Jahren erlangte er Bekanntheit als Rapper unter dem Namen The Fresh Prince. Seinen Durchbruch hatte Smith als Schauspieler in der international erfolgreichen, nach ihm benannten Sitcom Der Prinz von Bel-Air, die von 1990 bis 1996 auf NBC lief. Seit 1996 tritt Smith fast ausschließlich in Filmen auf. Für seine Rollen in den Filmen Ali und Das Streben nach Glück erhielt er jeweils 2002 und 2007 eine Oscar-Nominierung als Bester Hauptdarsteller. Im Jahr 2022 erhielt er einen Oscar und einen Golden Globe für die Titelrolle in dem Filmdrama King Richard. Will Smith ist vierfacher Grammy-Preisträger. Anfang April 2022 schloss die Filmakademie Will Smith für zehn Jahre von künftigen Oscarveranstaltungen aus, weil er bei der Preisverleihung 2022 dem Komiker Chris Rock auf der Bühne mit offener Hand ins Gesicht schlug.

## Leben
Will Smith wuchs als Zweitältester von vier Geschwistern in gutbürgerlichen Verhältnissen in West Philadelphia auf. Sein Vater Willard C. Smith Senior, Ingenieur für Kältetechnik, war zu dieser Zeit Kühlgerätehersteller. Seine Mutter Caroline Smith war Lehrerin.
Von 1992 bis 1995 war er mit Sheree Zampino verheiratet, mit der er einen Sohn (Trey Smith, * 1992) hat. Seit 1997 ist er mit der Sängerin und Schauspielerin Jada Pinkett Smith verheiratet, mit der er eine offene Ehe führt. Jada Smith sollte ursprünglich in der Serie Der Prinz von Bel-Air seine Freundin spielen, wurde aber mit der Begründung, dass sie mit ihren 1,52 Metern zu klein sei (Will Smith ist 1,88 Meter groß), abgelehnt. Sie haben zusammen einen Sohn Jaden (* 1998), der ebenfalls als Schauspieler tätig ist, und eine Tochter Willow (* 2000), die 2007 in dem Film I Am Legend debütierte.

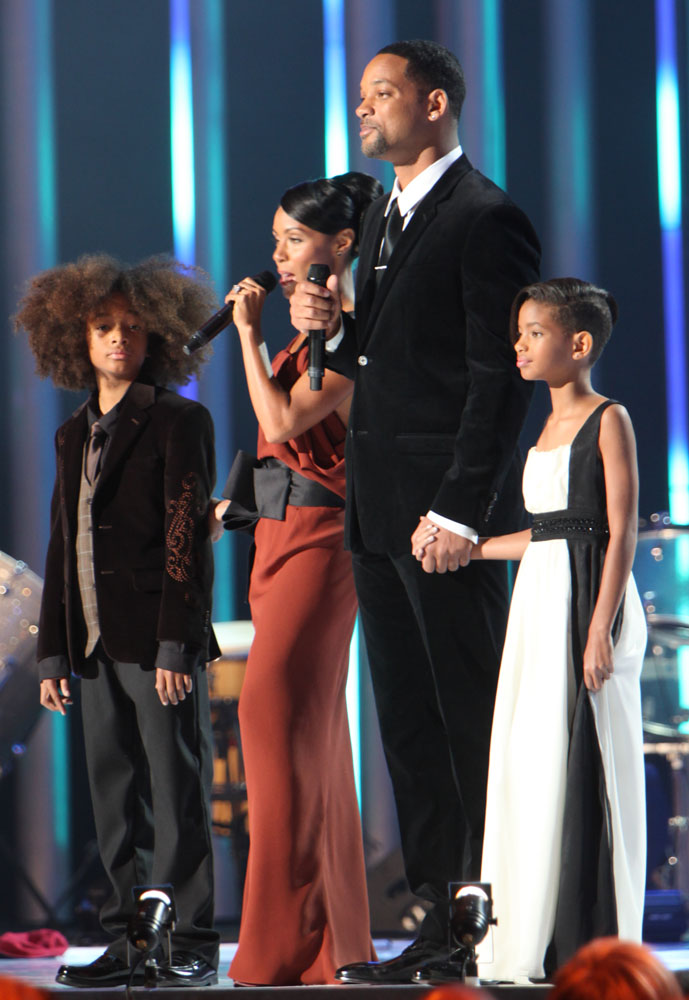
Will und Jada Pinkett Smith mit ihren Kindern Jaden und Willow (2009)

2017 wurde er in die Wettbewerbsjury der 70. Filmfestspiele von Cannes berufen.
Im Jahr 2023 erklärte seine Frau Jada Smith, dass sie und Will seit dem Jahr 2016 getrennt leben und keine romantische Beziehung mehr führen, aber dass sie nach wie vor tiefe Liebe füreinander empfinden und dass sie Will versprach „dass es niemals einen Grund geben wird, wegen dem wir uns scheiden lassen müssen.“

## Karriere

### Musik
Seit seinem zwölften Lebensjahr betätigte Smith sich als Rapper. Zunächst arbeitete er als DJ in verschiedenen Clubs in West-Philadelphia und lernte auf einer Party Jeff Townes kennen. Mit ihm spielte er einige Alben unter dem Namen DJ Jazzy Jeff & The Fresh Prince ein. Mit ihm gemeinsam gewann er den ersten Hip-Hop-Grammy für den Song Parents Just Don’t Understand. Einen weiteren Grammy erhielt das Duo für Summertime.
Seine Songtexte vermeiden Vulgärausdrücke. Das Wort „Fuck“ kam bislang nur einmal vor, und zwar in dem Lied Tell Me Why (auf dem Album Lost and Found), wo er es aber letztlich streichen ließ.
Der Rapper Bow Wow bezeichnete Smith als „bubble gum rapper“ (Kaugummi-Rapper), woraufhin Smith entgegnete, dass er „einem unreifen Kind keine Antwort schuldig sei“ (original „I don’t have to respond to an immature child.“).
Zu manchen Filmen, an denen er als Schauspieler beteiligt war, steuerte er zusätzlich die offiziellen Songs bei, so etwa bei Wild Wild West (einer Rap-Version von I Wish von Stevie Wonder) und Men in Black, bei denen seine Lieder jeweils während des Filmabspanns Verwendung fanden.

### Schauspielerei
Smith gab am Anfang seiner Karriere viel Geld aus und zahlte zu wenig Einkommensteuer. Die US-Steuerbehörde verhängte schließlich eine Steuernachzahlung von 2,8 Millionen US-Dollar gegen Smith, so dass er dadurch einen Großteil seines Besitzes verlor und sein Einkommen gepfändet wurde. Smith war 1990 fast bankrott, als Benny Medina, ein Manager von Warner Brothers, auf ihn aufmerksam wurde. Er fand, dass die Geschichte vom „naiven, vorlauten Will aus Philadelphia“ in der Ortschaft Beverly Hills etwas Witziges und Fernsehreifes hatte. Dadurch wurde, basierend auf Smiths Werdegang, die NBC-Fernsehserie Der Prinz von Bel-Air konzipiert, die erfolgreich von 1990 bis 1996 produziert wurde. Obwohl Smith bereits 1993 ein bemerkenswertes Leinwanddebüt in Das Leben – Ein Sechserpack hatte, wurde er erst in dem Buddy-Movie Bad Boys – Harte Jungs einem breiten Publikum als Leinwandschauspieler bekannt. Der endgültige weltweite Durchbruch gelang ihm mit den Filmen Independence Day (1996) und Men in Black (1997).

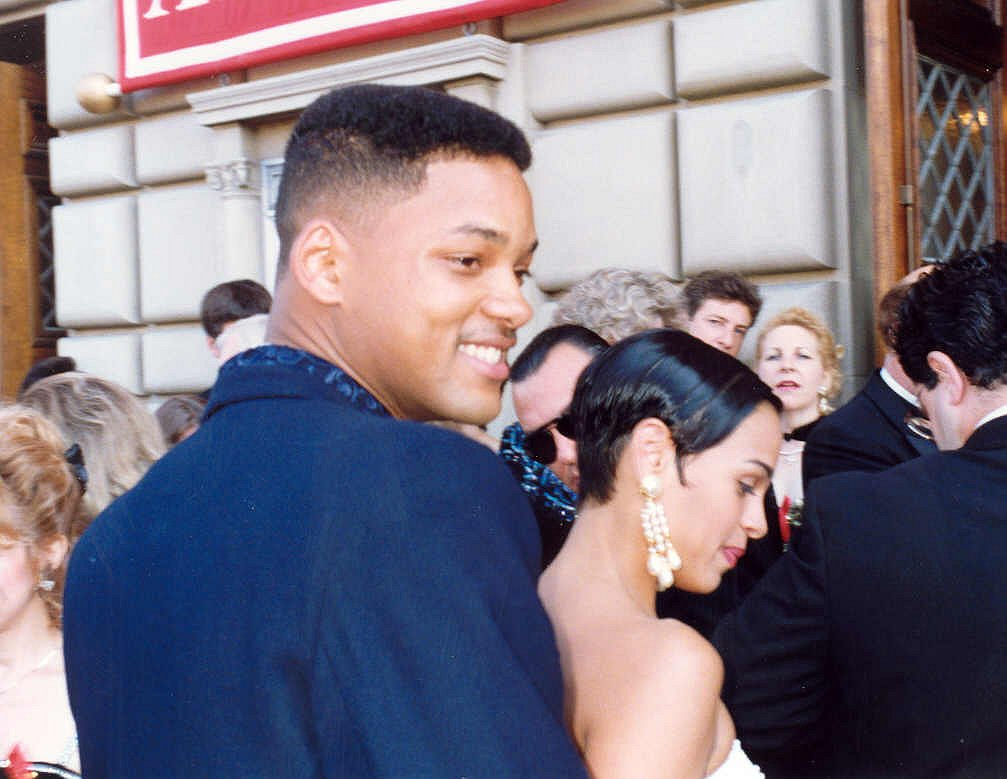
Will Smith (1993)

Die Matrix-Macherinnen Lilly und Lana Wachowski boten ihm 1999 die Hauptrolle des Neo in der Matrix-Trilogie an. Smith jedoch lehnte die Rolle ab, um stattdessen in Wild Wild West mitzuspielen. Dadurch verhalf er Keanu Reeves zu dessen bisher erfolgreichster Rolle. Smith äußerte später zu Wild Wild West, dass er sich „schlecht dabei fühle, dass die Werbung den Film als guten Film verkauft, obwohl es ein schlechter Film ist“.
Der Film Ali zeigt den Lebenslauf der Boxer-Legende Muhammad Ali alias Cassius Clay. Die Rolle brachte Smith eine Oscar-Nominierung ein. Im Film Das Streben nach Glück agierte er an der Seite seines Sohnes Jaden. Für seine darstellerischen Leistungen wurde er dafür zum zweiten Mal für den Oscar nominiert, den er aber wiederum nicht erhielt. 2004 lieh er dem Winzlingsfisch Oscar in Große Haie – Kleine Fische seine Stimme.
Am 5. August 2016 kam David Ayers Comicverfilmung Suicide Squad in die amerikanischen Kinos, in dem Smith die Rolle des Scharfschützen und Attentäters Deadshot übernahm.
Im Juli 2017 wurde bekannt, dass Smith in der Realverfilmung des Disney Films Aladdin die Rolle des Dschinni verkörpern wird.
Im Jahr 2022 gewann er für die Titelrolle in dem Filmdrama King Richard erstmals einen Golden Globe Award. In dem Werk ist Smith als Richard Williams zu sehen, ehrgeiziger Vater der späteren Weltklasse-Tennisspielerinnen Venus und Serena Williams.
Zwischen Juni 2007 und Juni 2008 erhielt Smith Gagen in Höhe von 80 Millionen US-Dollar, wodurch er laut dem amerikanischen Forbes Magazine noch vor Johnny Depp (72 Millionen US-Dollar), Eddie Murphy und Mike Myers (je 55 Millionen US-Dollar) zum am besten verdienenden Hollywood-Schauspieler avancierte. Gleichzeitig galt Will Smith zu dieser Zeit auch als einer der sichersten Publikumsmagneten. So wurde er von amerikanischen Kinobesitzern zum „kassenträchtigsten Star des Jahres“ 2008 gewählt. Seit 2009 sind ihm allerdings – mit der Ausnahme von Men in Black 3 – für viele Jahre keine großen Kassenerfolge mehr vergönnt gewesen. Erst gegen Ende der 2010er Jahre wurde Aladdin ein weltweiter Erfolg, gefolgt von Bad Boys for Life  im Jahr 2020.
Zwischen 1997 und 1999 gründete Will Smith die Produktionsfirma Overbrook Entertainment, die sowohl in den Bereichen Musik- und Fernsehunterhaltung als auch im Bereich Filmproduktion tätig ist und seitdem auch Filme produziert, in denen Will Smith oder Angehörige mitspielen.
Will Smith wird in den deutschen Versionen seiner Filme derzeit von Jan Odle synchronisiert, welcher ihn auch in der Sitcom Der Prinz von Bel-Air und in einer Gastrolle der US-Serie South Park sprach. In seinen früheren Filmen wurde er von Leon Boden gesprochen.

## Sonstiges

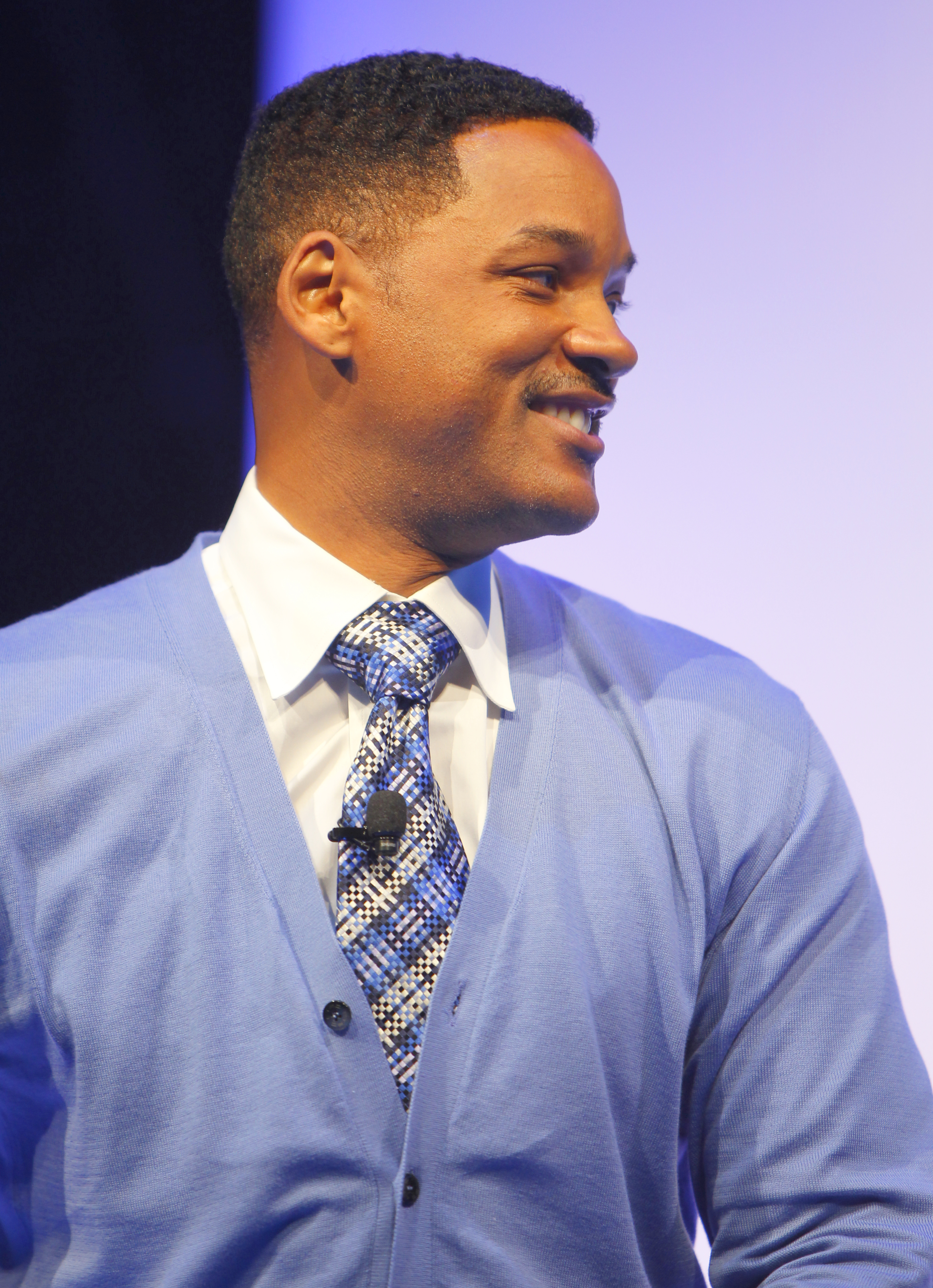
Smith im Jahr 2011

### Scientology
Es gibt von Will Smith viele positive Aussagen über Scientology. Seine Frau und er sind enge Freunde des bekennenden Scientologen Tom Cruise. Smith bestreitet, der Scientology-Kirche zugehörig zu sein, sagte aber: „Ich denke einfach, dass viele der Ideen hinter Scientology großartig, revolutionär und nicht religiös sind.“ Nachdem seine Frau im Jahr 2004 zusammen mit Cruise am Film Collateral mitgewirkt hat, spendete das Paar 20.000 US-Dollar an Scientologys Bildungskampagne namens „HELP, The Hollywood Education and Literacy Program“, welche die Basis von Scientologys Hausunterrichts-System ist. Im Mai 2008 eröffnete Smith eine Schule, an der sechs Scientologen als Lehrkräfte angestellt waren und unter anderem nach dem Lernmodell „Study Tech“ unterrichtet wurde, welches L. Ron Hubbard entwickelt hatte. Die Schule wurde inzwischen geschlossen.
Im September 2008 distanzierte sich Smith von Scientology, zudem traf er sich mit Aktivisten der Protestbewegung „Anonymous“. Ebenso widersprach er den Medienberichten, in denen berichtet wurde, es würden die Lehren von Scientology an der von ihm und seiner Frau Jada gegründeten Privatschule unterrichtet.
Ende des Jahres 2008 folgte eine weitere Spende über 122.500 US-Dollar an Scientology, wobei er aber ein weiteres Mal zum Ausdruck brachte, dass er kein Mitglied der Scientology-Kirche sei. Außer an mehrere Scientology-Organisationen spendete Smith auch an christliche, muslimische und jüdische Organisationen, die Gesamtsumme belief sich auf 1,3 Millionen US-Dollar.
2013 spielten er und sein Sohn die Hauptrollen in dem Film After Earth, der als Vehikel zur Verbreitung von Scientology-Botschaften gilt.

### Basketball
Im Oktober 2011 erwarb Smith Minderheitsanteile an der NBA-Mannschaft Philadelphia 76ers und ist somit Mitinhaber der Basketballmannschaft seiner Heimatstadt.

### Eklat bei der Oscar-Verleihung 2022
Bei der Oscarverleihung  am 27. März 2022 erregte Smith weltweit Aufsehen, als er dem Komiker Chris Rock auf offener Bühne ins Gesicht schlug, nachdem dieser einen Witz über die Frisur seiner Frau Jada Pinkett Smith gemacht hatte. Diese leidet an Alopecia, einem krankheitsbedingten Haarausfall. Über diesen „G.I. Jane-Joke“ hatte Will Smith zuvor noch selbst gelacht, nicht jedoch Jada Smith. Smith ging auf die Bühne und ohrfeigte Rock. Es war zunächst unklar, ob es sich um eine geplante Einlage handelte. Rock erwiderte die Ohrfeige mit dem Satz: „Wow! Will Smith hat mir gerade eine heftige Ohrfeige gegeben!“ („Wow! Will Smith just smacked the shit out of me!“). Smith kehrte auf seinen Platz zurück und rief zwei Mal: „Nimm den Namen meiner Frau nicht in deinen verdammten Mund!“ („Keep my wife’s name out your fucking mouth!“). In seiner Dankesrede für den verliehenen Oscar entschuldigte sich Smith bei der Academy und den anderen Nominierten, nicht jedoch bei Chris Rock. Am Folgetag verurteilte die veranstaltende Academy Smiths Verhalten und leitete eine Untersuchung ein, während sich Smith via Social Media entschuldigte und auch Chris Rock um Verzeihung bat. Dieser verzichtete auf eine Anzeige. Im Nachhinein wurde publik, dass die Veranstalter Smith noch während der Gala vergeblich aufgefordert hatten, sie zu verlassen.
Am 1. April 2022 gab Smith seinen Austritt aus der Academy bekannt. Er nannte sein Verhalten „schockierend, schmerzhaft und unentschuldbar“, er habe „Nominierten und Gewinnern ihre Gelegenheit genommen, zu feiern und für ihre außergewöhnliche Arbeit gefeiert zu werden. Ich bin untröstlich.“ Als Reaktion auf die Vorkommnisse legte Sony den vierten Teil der Bad-Boys-Reihe mit Smith zunächst auf Eis (der Film kam dann 2024 in die Kinos). Die Academy of Motion Picture Arts and Sciences hat Will Smith für zehn Jahre von allen Veranstaltungen ausgeschlossen, einschließlich der Oscarverleihungen.

## Filmografie
Schauspieler
- 1990: The Perfect Date (Fernsehfilm)
- 1990–1996: Der Prinz von Bel-Air (Fernsehserie; The Fresh Prince of Bel-Air, 148 Folgen)
- 1992: Straßenkinder (Where the Day Takes You)
- 1993: Made in America
- 1993: Das Leben – Ein Sechserpack (Six Degrees of Separation)
- 1995: Bad Boys – Harte Jungs (Bad Boys)
- 1996: Independence Day
- 1997: Men in Black
- 1998: Der Staatsfeind Nr. 1 (Enemy of the State)
- 1999: Wild Wild West
- 2000: Die Legende von Bagger Vance (The Legend of Bagger Vance)
- 2001: Ali
- 2002: Men in Black II
- 2003: Bad Boys II
- 2003–2004: All of Us (Fernsehserie, 3 Folgen)
- 2004: I, Robot
- 2004: Jersey Girl
- 2004: Große Haie – Kleine Fische (Animationsfilm; Shark Tale)
- 2005: Hitch – Der Date Doktor (Hitch)
- 2006: Das Streben nach Glück (The Pursuit of Happyness)
- 2007: I Am Legend
- 2008: Hancock
- 2008: Sieben Leben (Seven Pounds)
- 2012: Men in Black 3
- 2013: After Earth
- 2013: Anchorman – Die Legende kehrt zurück (Anchorman 2: The Legend Continues)
- 2014: Winter’s Tale
- 2015: Focus
- 2015: Erschütternde Wahrheit (Concussion)
- 2016: Suicide Squad
- 2016: Verborgene Schönheit (Collateral Beauty)
- 2017: Bright
- 2018: One Strange Rock (Doku-Serie)
- 2019: Student of the Year 2
- 2019: Aladdin
- 2019: Gemini Man
- 2019: Spione Undercover – Eine wilde Verwandlung (Spies in Disguise, Stimme)
- 2020: Bad Boys for Life
- 2021: King Richard
- 2022: Emancipation
- 2024: Bad Boys: Ride or Die

Produzent
- 1995–1996: Der Prinz von Bel-Air (Fernsehserie; The Fresh Prince of Bel-Air, 24 Folgen)
- 2003–2004: All of Us (Fernsehserie, 88 Folgen)
- 2004: Saving Face
- 2005: Hitch – Der Date Doktor
- 2006: Das Streben nach Glück (The Pursuit of Happyness)
- 2008: Hancock
- 2008: Die Bienenhüterin (The Secret Life of Bees)
- 2008: Lakeview Terrace
- 2008: Sieben Leben (Seven Pounds)
- 2008: The Human Contract
- 2010: Karate Kid
- 2012: Das gibt Ärger (This Means War)
- 2014: Annie
- seit 2018: Cobra Kai (Fernsehserie)
- 2021: King Richard
- 2022: Bel-Air (Fernsehserie)
- 2022: Emancipation
- 2024: Bad Boys: Ride or Die

## Diskografie

### Solokarriere
Studioalben

| Jahr | Titel Musiklabel                              | Höchstplatzierung, Gesamtwochen, AuszeichnungChartplatzierungen (Jahr, Titel, Musiklabel, Platzierungen, Wochen, Auszeichnungen, Anmerkungen) | Höchstplatzierung, Gesamtwochen, AuszeichnungChartplatzierungen (Jahr, Titel, Musiklabel, Platzierungen, Wochen, Auszeichnungen, Anmerkungen) | Höchstplatzierung, Gesamtwochen, AuszeichnungChartplatzierungen (Jahr, Titel, Musiklabel, Platzierungen, Wochen, Auszeichnungen, Anmerkungen) | Höchstplatzierung, Gesamtwochen, AuszeichnungChartplatzierungen (Jahr, Titel, Musiklabel, Platzierungen, Wochen, Auszeichnungen, Anmerkungen) | Höchstplatzierung, Gesamtwochen, AuszeichnungChartplatzierungen (Jahr, Titel, Musiklabel, Platzierungen, Wochen, Auszeichnungen, Anmerkungen) | Anmerkungen                                                    |
| Jahr | Titel Musiklabel                              | DE | AT | CH | UK | US | Anmerkungen                                                    |
| ---- | --------------------------------------------- | --- | --- | --- | --- | --- | -------------------------------------------------------------- |
| 1997 | Big Willie Style Columbia Records (Sony)      | DE20 (36 Wo.)DE | AT9 (15 Wo.)AT | CH21 Gold · (7 Wo.)CH | UK9 ×2Doppelplatin · (87 Wo.)UK | US8 ×9Neunfachplatin · (99 Wo.)US | Erstveröffentlichung: 24. November 1997 Verkäufe: + 11.650.000 |
| 1999 | Willennium Columbia Records (Sony)            | DE20 (11 Wo.)DE | AT28 (7 Wo.)AT | CH16 Gold · (18 Wo.)CH | UK10 Platin · (17 Wo.)UK | US5 ×2Doppelplatin · (26 Wo.)US | Erstveröffentlichung: 15. November 1999 Verkäufe: + 3.342.500  |
| 2002 | Born to Reign Columbia Records (Sony)         | DE19 (9 Wo.)DE | AT20 (10 Wo.)AT | CH17 (12 Wo.)CH | UK24 (3 Wo.)UK | US13 Gold · (8 Wo.)US | Erstveröffentlichung: 25. Juni 2002 Verkäufe: + 500.000        |
| 2005 | Lost and Found Interscope Records (UMG)       | DE14 (11 Wo.)DE | AT30 (7 Wo.)AT | CH35 (10 Wo.)CH | UK15 Silber · (9 Wo.)UK | US6 Gold · (24 Wo.)US | Erstveröffentlichung: 25. März 2005 Verkäufe: + 560.000        |
| 2025 | Based on a True Story Slang Music Group (SMG) | — | — | — | — | — | Erstveröffentlichung: 28. März 2025                            |

### DJ Jazzy Jeff & the Fresh Prince
Studioalben

| Jahr | Titel Musiklabel                               | Höchstplatzierung, Gesamtwochen, AuszeichnungChartplatzierungen (Jahr, Titel, Musiklabel, Platzierungen, Wochen, Auszeichnungen, Anmerkungen) | Höchstplatzierung, Gesamtwochen, AuszeichnungChartplatzierungen (Jahr, Titel, Musiklabel, Platzierungen, Wochen, Auszeichnungen, Anmerkungen) | Höchstplatzierung, Gesamtwochen, AuszeichnungChartplatzierungen (Jahr, Titel, Musiklabel, Platzierungen, Wochen, Auszeichnungen, Anmerkungen) | Höchstplatzierung, Gesamtwochen, AuszeichnungChartplatzierungen (Jahr, Titel, Musiklabel, Platzierungen, Wochen, Auszeichnungen, Anmerkungen) | Höchstplatzierung, Gesamtwochen, AuszeichnungChartplatzierungen (Jahr, Titel, Musiklabel, Platzierungen, Wochen, Auszeichnungen, Anmerkungen) | Höchstplatzierung, Gesamtwochen, AuszeichnungChartplatzierungen (Jahr, Titel, Musiklabel, Platzierungen, Wochen, Auszeichnungen, Anmerkungen) | Anmerkungen                                                |
| Jahr | Titel Musiklabel                               | DE | AT | CH | UK | US | R&B | Anmerkungen                                                |
| ---- | ---------------------------------------------- | --- | --- | --- | --- | --- | --- | ---------------------------------------------------------- |
| 1987 | Rock the House Jive Records (RCA)              | — | — | — | UK97 (1 Wo.)UK | US83 Gold · (18 Wo.)US | R&B24 (33 Wo.)R&B | Erstveröffentlichung: 18. März 1987 Verkäufe: + 500.000    |
| 1988 | He’s the DJ, I’m the Rapper Jive Records (RCA) | — | — | — | UK68 (2 Wo.)UK | US4 ×3Dreifachplatin · (55 Wo.)US | R&B5 (47 Wo.)R&B | Erstveröffentlichung: 29. März 1988 Verkäufe: + 3.000.000  |
| 1989 | And in This Corner … Jive Records (RCA)        | — | — | — | — | US39 Gold · (20 Wo.)US | R&B19 (20 Wo.)R&B | Erstveröffentlichung: 17. Oktober 1989 Verkäufe: + 500.000 |
| 1991 | Homebase Jive Records (BMG)                    | — | — | — | UK69 (1 Wo.)UK | US12 Platin · (42 Wo.)US | R&B5 (31 Wo.)R&B | Erstveröffentlichung: 9. Juli 1991 Verkäufe: + 1.000.000   |
| 1993 | Code Red Jive Records (BMG)                    | DE61 (9 Wo.)DE | — | CH35 (5 Wo.)CH | UK50 (6 Wo.)UK | US64 Gold · (15 Wo.)US | R&B39 (12 Wo.)R&B | Erstveröffentlichung: 12. Oktober 1993 Verkäufe: + 550.000 |

## Auszeichnungen
Als Musiker und Schauspieler wurde Will Smith mit verschiedenen Auszeichnungen prämiert oder für diese nominiert. So wurde er bereits 1988 Grammy-Preisträger. Seine Leistungen als Blockbuster-Schauspieler wurden beispielsweise mit dem Saturn Award oder dem MTV Movie Award gewürdigt. Seit 2001 agierte er auch als Charakterdarsteller und erhielt verschiedene Oscar- und Golden-Globe-Nominierungen.
Insgesamt über 47 Preise sowie über 90 Nominierungen erhielt Smith bislang für seine Leistungen als Musiker und Darsteller. Die folgende Übersicht gibt die bekanntesten Preise wieder.

### Filmisch (Auswahl)
Oscar
- 2002: Nominiert in der Kategorie Bester Hauptdarsteller für Ali
- 2007: Nominiert in der Kategorie Bester Hauptdarsteller für Das Streben nach Glück
- 2022: Nominiert in der Kategorie Bester Film für King Richard zusammen mit Tim White und Trevor White
- 2022: Ausgezeichnet in der Kategorie Bester Hauptdarsteller für King Richard

British Academy Film Award
- 2022: Auszeichnung in der Kategorie Bester Hauptdarsteller für King Richard

Golden Globe Award
- 1993: Nominiert in der Kategorie Bester Serien-Hauptdarsteller – Komödie oder Musical für Der Prinz von Bel-Air
- 1994: Nominiert in der Kategorie Bester Serien-Hauptdarsteller – Komödie oder Musical für Der Prinz von Bel-Air
- 2002: Nominiert in der Kategorie Bester Hauptdarsteller – Drama für Ali
- 2007: Nominiert in der Kategorie Bester Hauptdarsteller – Drama für Das Streben nach Glück
- 2016: Nominiert in der Kategorie Bester Hauptdarsteller – Drama für Erschütternde Wahrheit
- 2022: Ausgezeichnet in der Kategorie Bester Hauptdarsteller – Drama für King Richard

Saturn Award
- 1997: Nominiert in der Kategorie Bester Hauptdarsteller für Independence Day
- 1998: Nominiert in der Kategorie Bester Hauptdarsteller für Men in Black
- 2001: Nominiert in der Kategorie Bester Nebendarsteller für Die Legende von Bagger Vance
- 2008: Ausgezeichnet in der Kategorie Bester Hauptdarsteller für I Am Legend
- 2009: Nominiert in der Kategorie Bester Hauptdarsteller für Hancock

MTV Movie Awards
- 1996: Nominiert in der Kategorie Bestes Filmpaar für Bad Boys – Harte Jungs zusammen mit Martin Lawrence
- 1997: Nominiert in der Kategorie Bester Schauspieler für Independence Day
- 1997: Ausgezeichnet in der Kategorie Bester Filmkuss für Independence Day zusammen mit Vivica A. Fox
- 1998: Nominiert in der Kategorie Bestes Filmpaar für Men in Black zusammen mit Tommy Lee Jones
- 1998: Nominiert in der Kategorie Bester Filmkomiker für Men in Black
- 1998: Ausgezeichnet in der Kategorie Beste Kampf-Sequenz für Men in Black
- 1999: Nominiert in der Kategorie Bester Hauptdarsteller für Der Staatsfeind Nr. 1
- 2002: Ausgezeichnet in der Kategorie Bester Hauptdarsteller für Ali
- 2004: Nominiert in der Kategorie Bestes On-Screen Team für Bad Boys II zusammen mit Martin Lawrence
- 2005: Nominiert in der Kategorie Bester Schauspieler für Hitch – Der Date Doktor
- 2005: Nominiert in der Kategorie Bester komödiantischer Auftritt für Hitch – Der Date Doktor
- 2007: Nominiert in der Kategorie Beste Darstellung für Das Streben nach Glück
- 2008: Ausgezeichnet in der Kategorie Bester Schauspieler für I Am Legend
- 2014: Nominiert in der Kategorie Beste Kampfszene für Anchorman – Die Legende kehrt zurück als Teil eines Kollektives

César
- 2005: Ausgezeichnet in der Kategorie Ehrenpreis

Goldene Himbeere
- 2000: Ausgezeichnet in der Kategorie Schlechteste Filmpaarung für Wild Wild West zusammen mit Kevin Kline
- 2014: Ausgezeichnet in der Kategorie Schlechtester Nebendarsteller für After Earth
- 2014: Nominiert in der Kategorie Schlechtestes Drehbuch für After Earth zusammen mit M. Night Shyamalan und Gary Whitta
- 2014: Ausgezeichnet in der Kategorie Schlechteste Filmpaarung für After Earth zusammen mit Jaden Smith
- 2015: Ausgezeichnet in der Kategorie Schlechteste Neuverfilmung oder Fortsetzung für Annie
- 2016: Nominiert in der Kategorie Himbeeren-Erlöser-Preis für Erschütternde Wahrheit
- 2020: Nominiert in der Kategorie Himbeeren-Erlöser-Preis für Aladdin
- 2022: Ausgezeichnet in der Kategorie Himbeeren-Erlöser-Preis für King Richard

Teen Choice Award
- 2019: Ausgezeichnet in der Kategorie Bester Darsteller in einem Sci-Fi-/Fantasyfilm für Aladdin

NAACP Image Award
- 2023: Ausgezeichnet als Bester Hauptdarsteller für Emancipation

### Musikalisch (Auswahl)
Grammy Award
- 1989: Ausgezeichnet in der Kategorie Beste Rap Performance für Parents Just Don’t Understand (als DJ Jazzy Jeff & the Fresh Prince)[27]
- 1992: Ausgezeichnet in der Kategorie beste Rap-Performance zu zweit oder als Gruppe für Summertime (als DJ Jazzy Jeff & the Fresh Prince)
- 1998: Ausgezeichnet in der Kategorie beste Solodarbietung – Rap für Men in Black
- 1999: Ausgezeichnet in der Kategorie beste Solodarbietung – Rap für Gettin’ Jiggy wit It

MTV Europe Music Awards
- 1997: Ausgezeichnet in der Kategorie Best Rap

MTV Video Music Award
- 1989: Ausgezeichnet in der Kategorie bestes Rap-Video für Parents Just Don’t Understand
- 1997: Ausgezeichnet in der Kategorie bestes Video zu einem Film für Men In Black
- 1998: Ausgezeichnet in der Kategorie bester männlicher Videobeitrag für Just The Two Of Us
- 1998: Ausgezeichnet in der Kategorie bestes Rap-Video für Gettin’ Jiggy Wit It
- 1999: Ausgezeichnet in der Kategorie bester männlichen Videobeitrag für Miami

MTV Movie Awards
- 1998: Ausgezeichnet in der Kategorie Bester Filmsong für Men in Black

Goldene Himbeere
- 2000: Ausgezeichnet in der Kategorie Schlechtester Song für Wild Wild West zusammen mit Kool Moe Dee und Stevie Wonder